# Michelle Lujan Grisham
Pour les articles homonymes, voir Lujan (homonymie) et Grisham (homonymie).
Michelle Lujan Grisham, née le 24 octobre 1959 à Los Alamos (Nouveau-Mexique), est une femme politique américaine, membre du Parti démocrate et gouverneure du Nouveau-Mexique depuis 2019. Elle est auparavant membre de la Chambre des représentants des États-Unis de 2013 à 2018.

## Biographie

### Carrière professionnelle et débuts en politique
Michelle Lujan Grisham naît à Los Alamos et grandit à Santa Fe. Après des études de droit à l'université du Nouveau-Mexique, dont elle sort diplômée en 1987, elle devient avocate.
En 1991, elle est nommée secrétaire aux Personnes âgées par le gouverneur Bruce King. Elle reste à ce poste sous trois gouverneurs, jusqu'en 2004, lorsqu'elle est nommée secrétaire à la Santé.
En 2008, elle se présente à la Chambre des représentants des États-Unis dans le 1er district du Nouveau-Mexique, autour d'Albuquerque. Elle arrive troisième de la primaire démocrate et Martin Heinrich, vainqueur de la primaire, est élu en novembre.
De 2010 à 2012, elle siège au conseil du comté de Bernalillo.

### Représentante des États-Unis
Elle est candidate à la succession de Heinrich en 2012, lorsque celui-ci se présente au Sénat. Elle remporte la primaire avec 40 % des suffrages devant le sénateur d'État Eric Griego, soutenu par d'importants syndicats et groupes progressistes, et Marty Chávez, ancien maire centriste d'Albuquerque soutenu par Bill Clinton. Si les républicains pensent un temps pouvoir reprendre le siège qu'ils détenaient jusqu'en 2008, Michelle Lujan Grisham arrive largement en tête dans les sondages. Elle est élue représentante avec 59,1 % des voix face à la républicaine Janice Arnold-Jones.
Elle remporte un second mandat avec 58,6 % des suffrages en 2014. Réélue en novembre 2016, elle annonce le mois suivant qu'elle ne sera pas candidate à un quatrième mandat en 2018, souhaitant se présenter au poste de gouverneur. Au Congrès, elle dirige notamment le caucus hispanique et critique particulièrement la politique migratoire du président Donald Trump.

### Gouverneure du Nouveau-Mexique
Durant la primaire démocrate pour le poste de gouverneur du Nouveau-Mexique, Michelle Lujan Grisham met en avant son expérience passée dans le gouvernement de l'État dans les années 1990 et 2000. Elle est toutefois attaquée pour ses liens avec une entreprise qui gère des contrats d'assurance à hauts risques pour l'État. Elle remporte facilement la primaire en réunissant deux tiers des suffrages, devant l'ancien magnat des médias Jeff Apodaca (22 %) et le sénateur local Joseph Cervantes (12 %). Lors de l'élection générale de novembre 2018, elle affronte son collègue républicain Steve Pearce, aux côtés Howie Morales, vainqueur de la primaire démocrate pour le poste de lieutenant-gouverneur. Elle fait campagne sur les thèmes de la santé, la petite enfance et l'emploi. Le 6 novembre 2018, elle est élue gouverneure en battant Steve Pearce avec 57 % des voix.
Le 1er janvier 2019, elle succède à Susana Martinez, devenant ainsi la deuxième femme gouverneure de l'État. Elle est également la première femme hispanique démocrate à diriger un État américain. Pour la première fois depuis 2010, les démocrates contrôlent le poste de gouverneur et les deux chambres de la législature du Nouveau-Mexique.
Étant l'une des principales femmes politiques hispaniques du pays avec Catherine Cortez Masto, elle figure sur la liste des potentielles candidates à la vice-présidence pour l'élection présidentielle américaine de 2020 aux côtés de Joe Biden, qui choisit finalement Kamala Harris. Après la victoire de Biden, le nom de Lujan Grisham est évoqué pour le prendre la tête du département de la Santé et des Services sociaux puis du département de l'Intérieur, poste qu'elle aurait refusé selon la presse américaine,.
Candidate à un second mandat lors des élections de 2022, elle est réélue contre le républicain Mark Ronchetti.

### Vie privée
Michelle Lujan Grisham est issue d'une famille qui compte plusieurs personnalités politiques. Son grand-père est le premier hispanique à siéger à la Cour suprême du Nouveau-Mexique. Son oncle Manuel Lujan, Jr. est un ancien représentant républicain. Son cousin éloigné Ben Ray Luján est également représentant des États-Unis.
En 2004, Gregory Alan Grisham — son époux depuis 22 ans — décède après une rupture d'anévrisme.